# Stiftungsrat
Der Stiftungsrat oder Kuratorium (englisch Board of Trustees) ist die Bezeichnung für ein Stiftungsorgan. Wenn der Stiftungsrat nicht selbst die Geschäfte führt, setzt er eine Geschäftsführung ein und berät und beaufsichtigt die anderen Stiftungsorgane. Oftmals werden auch andere Bezeichnungen wie zum Beispiel Verwaltungsrat oder Aufsichtsrat verwendet. Die Regelungen zur Geschäftsführung und auch die Vorgaben, ob es einen Stiftungsrat braucht oder nicht, unterscheiden sich von Land zu Land. Vor allem bei kleineren Stiftungen existiert nur eines der beiden Organe, die andere Funktion wird mit übernommen. In der Schweiz (siehe Stiftung (Schweiz)) beispielsweise verzichten viele kleinere Stiftungen auf einen Geschäftsführer, der Stiftungsrat führt die Geschäfte.

## Situation in Deutschland
Ein Stiftungsrat kann bei rechtsfähigen Stiftungen in Deutschland (siehe §§ 80 ff. BGB) neben dem obligatorischen Vorstand als weiteres Stiftungsorgan durch das Stiftungsgeschäft des Stifters bestimmt werden. Danach regelt die Satzung die Abberufung und Berufung von Mitgliedern des Stiftungsrats. In privaten Stiftungen oder Treuhandstiftungen kann dies anders geregelt sein.